# Jan Čechovský
Jan Čechovský (* 20. dubna 1985, Brno) je český zpěvák, multiinstrumentalista a skladatel. Jeho hudební styl vystoupení prochází napříč všemi hudebními žánry (pop, rock, folk, šanson, opera).
Jan Čechovský působil v mnoha hudebních projektech (orchestry, muzikály, koncerty) po boku mnoha významných českých umělců, ale také vystupuje s vlastními písněmi svého autorského CD „Místa“. Jan Čechovský je také semifinalistou soutěže X Factor a reprezentoval Českou republiku na několika mezinárodních pěveckých soutěžích v Evropě, ze kterých si přivezl první místa a další speciální ocenění.

## Ocenění
- EuroJurmala 2019 – 1. místo – mezinárodní pěvecká soutěž – Riga, Lotyšsko
- Mezinárodní ocenění Amber Voice za „Jantarový hlas“ – Lotyšsko
- Mezinárodní ocenění Anděl Naděje za nominaci „Bravo“ – Rusko
- Baltic Superstar 2019 – 1. místo – mezinárodní pěvecká soutěž – Petrohrad, Rusko
- Slovanský Bazar 2015 – hlavní cena sponzora – mezinárodní pěvecká soutěž – Vitebsk, Bělorusko
- Diamonds Voice 2015[1] – 1. místo – mezinárodní pěvecká soutěž – Praha, Česko
- Diamonds Voice 2014[2] – 3. místo – mezinárodní pěvecká soutěž – Praha, Česko
- Diamonds Voice 2013[3] – 3. místo – mezinárodní pěvecká soutěž – Praha, Česko

## Hudební projekty

### Orchestry
- Dechový orchestr Kolín (2008) – jako host, Kmochův Kolín 2008
- Filharmonie Bohuslava Martinů (2009) – jako účastník projektu Opera? JO! Opera! v Městském divadle Zlín.
- Orchestr Karla Vlacha (2010–2013) – pěvecký sólista
- Septet Plus (Orchestra Dalibora Kaprase)[4] (2010–2013) – pěvecký sólista
- Orchestr Stanislava Sládka (2013) – jako host, Bílokarpatské slavnosti 2013
- Plechová kapela (2013) – televizní pořad České televize Putování za muzikou (ČT2)

### Muzikály
- Hamlet – The Rock opera (2012)– nové zpracování muzikálu z autorské dílny Janka Ledeckého se hrál na scéně divadla Broadway v Praze. Jan Čechovský v roli Guildensterna (obsazení: Václav Noid Bárta, Janek Ledecký, Eliška Bučková, Ondřej Ruml, Josef Vojtek, Leona Machálková, Marta Jandová, Martin Pošta, Josef Laufer, Tomáš Trapl a další.)

### Kapely-skupiny
- Jumping Drums (2004–2005) – člen bubenické show, koncerty a vystoupení po celé ČR. Silvestr 2005 (TV Nova), TýTý 2005 (TV Nova), projekt Modré dny – patron Martin Dejdar
- Voltavox (2010)– pěvecký frontman pražské soft-rockové kapely

- Bohemia Voice (2012) – člen smíšeného vokálního kvartetu. Sportovec roku 2012 (ČT1)

### Hudební projekty
Jan Čechovský vystupuje na veřejných i soukromých akcích dodnes. Mezi větší spolupráce patří:
- Koncerty pro střední školy – s vlastními písněmi vytvořil projekt pro střední školy, který se věnoval sociálním vlivům.

- Opera? JO! Opera! (2009) – za doprovodu Filharmonie Bohuslava Martinů (dirigoval MgA. Jiří Petrdlík) v Městském divadle Zlín. Projekt přibližoval klasickou hudbu moderní generaci. Projekt byl pod záštitou poslance parlamentu ČR Mgr. Tomaše Úlehly a v odborné garanci sólistky Státní opery Praha MgA. Pavlíny Senič.

- Na podporu ženskosti (2011) – Koncert na podporu ženám ve spolupráci s nadací Femina (spolu s dalšími zpěváky: Bohuš Matuš, Marian Vojto, Viktor Dyk, Josef Vojtek, Jan Toužimský, Vlasta Horváth, Martin Pošta a Lukáš Písařík[5])

## TV pořady
- Putování za muzikou (2013) – jako host s Plechovou kapelou[6] – ČT2
- Sportovec roku 2012 (ČT1) – s vokální skupinou Bohemia Voice
- Silvestr na Nově (2005) – s kapelou Jumping Drums
- Ceny TýTý (2005) – s kapelou Jumping Drums
- X Factor[7] (2008) – semifinále, team Ondřeje Soukupa – TV Nova